# Anonima Petroli Italiana
A Anonima Petroli Italiana (API), também conhecida como Gruppo API, é uma empresa italiana de petróleo e energia sediada em Roma. Atua no setor de combustíveis e serviços de mobilidade por meio da marca IP.
É subsidiária da API Holding, 100% controlada pela família Brachetti Peretti. O presidente da API é Ugo Brachetti Peretti e o CEO é Alberto Chiarini.
Em 2018, a empresa totalizou € 6,8 bilhões em faturamento e € 63,1 milhões em lucro operacional.

## História
A empresa foi fundada em Ancona em 1933 por Ferdinando Peretti. Ela atua como coordenadora estratégica de todas as atividades do grupo API, por meio do fornecimento direto de petróleo semi-acabado e designado para a produção, aquisição de produtos acabados e seu transporte, troca com outras empresas petrolíferas para otimizar a logística de distribuição, atividade complementar de comercialização de petróleo bruto e derivados a clientes, e venda de todos os subprodutos na Itália e no exterior. Também se dedica à operação e desenvolvimento de propriedades de campos de petróleo e gás. Possui uma refinaria em Ancona com capacidade de 3,9 milhões de toneladas/ano e uma usina elétrica de 250 MW.
Inicialmente a atividade da empresa era limitada à região de Marche. Peretti expandiu a atividade, começando com a construção de um depósito costeiro em Falconara Marittima, que em 1950 foi transformado em uma refinaria. Em 1935, o capital social da empresa era de 600.000 liras, subindo para 1 milhão em 1939.

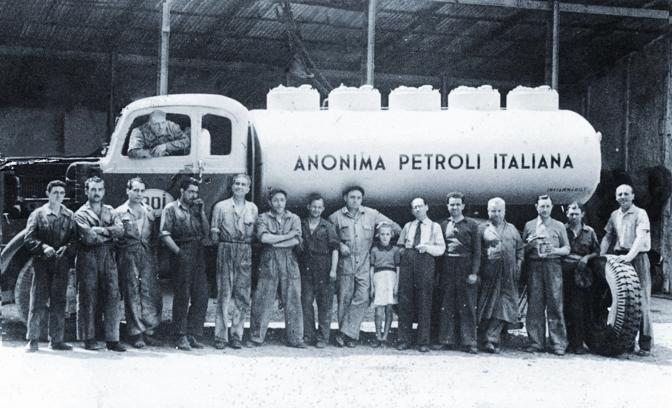
Ferdinando Peretti e sua primogênita Mila junto com seus funcionários na década de 1930

Na década de 60, a empresa contava com cerca de 900 estações e áreas de serviço. Em 1989, foi fundada a Api holding S.p.A.
Em 2005, a API adquiriu a rede de postos de gasolina IP da Eni. Após alguns anos administrando as redes em paralelo, ela converteu todos os seus postos para a imagem renovada da IP e, em 2012, abastecia cerca de 4.200 postos (acima dos cerca de 1.600 no momento da aquisição), com uma participação de mercado de 11%.
Em 2017, a Total e a ERG assinaram um acordo com a Anonima Petroli Italiana para vender os ativos de marketing e refino de combustível em sua joint venture TotalErg. A Total declarou que o motivo por trás dessa alienação é que o mercado italiano de combustíveis é altamente fragmentado e as expectativas de lucratividade da empresa não foram atendidas.

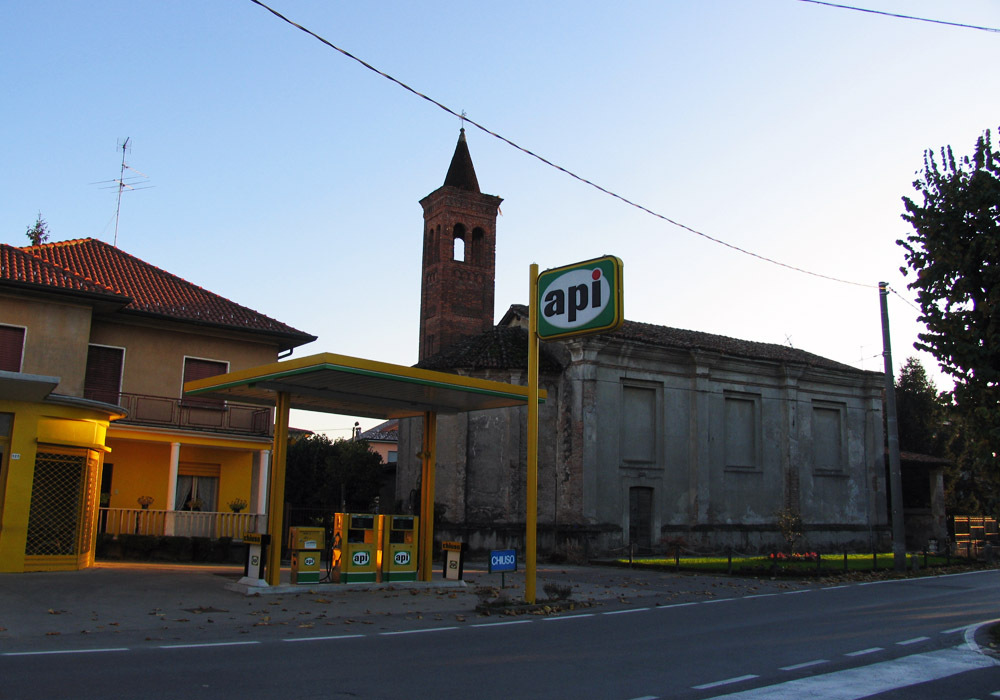
Uma planta com a marca API; desde 2019, todos os postos do grupo adotaram a marca IP

Em 11 de março de 2019, a Anonima Petroli Italiana foi incorporada pela Italiana Petroli S.p.A., que se tornou a empresa que lidera as operações industriais do grupo. Como resultado da operação, a marca IP substituiu a marca API nos postos de gasolina do grupo.
Em dezembro de 2022, o grupo assinou um acordo com a Esso Italiana para adquirir suas atividades nacionais, incluindo a refinaria de Trecate. O acordo não inclui os postos de gasolina da marca Esso, que já haviam sido vendidos ao grupo EG. No entanto, a IP distribuirá seus combustíveis nesses postos. A aquisição foi aprovada pelo antitruste em agosto de 2023.
Em 2023, a IP e a Macquarie Capital lançaram uma joint-venture chamada Iplanet para instalar pontos de recarga elétrica em 510 estações de serviço do grupo. No mesmo ano, a empresa comemorou os 90 anos da marca API.

### Operações
O Gruppo API também inclui:
- IP
- API Raffineria di Ancona (Refinaria API de Ancona)
- API Energia (Energia API)
- Festival
- APIoil
- API Services (Serviços API)

O Gruppo API se beneficia de uma rede de refinarias com capacidade total de 5,5 milhões de toneladas por ano, incluindo toda a refinaria de Ancona, uma parte da refinaria Sarpom em Trecate (Novara) e trabalho sob contrato na refinaria Alma em Ravenna.
A receita da empresa vem de duas fontes principais. Em primeiro lugar, eles distribuem produtos semi-acabados de petróleo bruto para a indústria petroquímica usar na indústria de borracha e outras indústrias associadas. Esses produtos estão sendo vendidos no mercado nacional e internacional. Em segundo lugar, a empresa gera receita com a propriedade e operação da rede de postos de gasolina IP. Após a compra de 2.600 postos de gasolina da Eni, a IP atualmente administra, em 2009, mais de 4.200 postos, que são abastecidos pelos próprios produtos petrolíferos da empresa.
Desde julho de 2021, o Gruppo API incorporou matérias-primas renováveis em seu processo de refino para produzir biocombustíveis.

## Italiana Petroli

Italiana Petroli

A Italiana Petroli, também conhecida pela sigla IP ou IP Gruppo API, é a marca do Gruppo API que atua no setor de combustíveis e serviços de mobilidade.
A Italiana Petroli (IP) nasceu oficialmente em Génova em maio de 1974 como epílogo do processo que, no final de 1973, levou à aquisição das atividades da Shell Italiana, pela Agip (Eni): a nova empresa herda toda a rede de distribuição da empresa anglo-holandesa. A nova marca substituiu a Shell em 1975; o processo de renovação, além da imagem, conduz à modernização dos postos de abastecimento da empresa e à atualização da gama de produtos comercializados.
No final de 2004, a Eni colocou à venda em OPA a IP, que nos primeiros meses de 2005 foi adquirida pela Anonima Petroli Italiana (API) por 189 milhões de euros; a transição foi formalizada no dia 6 de setembro seguinte. Em 2007, a IP foi fundida por incorporação na API: seguiu-se uma mudança de marca corporativa que levou todos os ex-distribuidores de API a adotarem a marca IP.
Em 2017, com a aquisição da TotalErg pelo Gruppo API, a antiga rede TotalErg mudou para a marca IP que se tornou assim, com cerca de 5.000 distribuidores, a marca de petróleo mais difundida nas estradas italianas com 24% do mercado nacional.

## Galeria

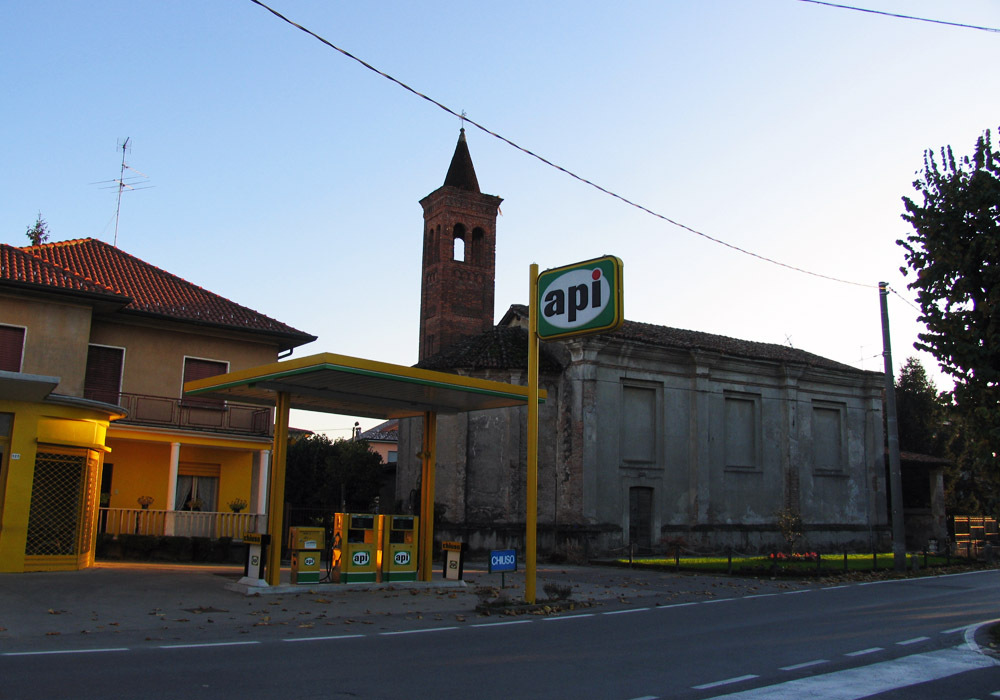
Antigo posto de gasolina API.
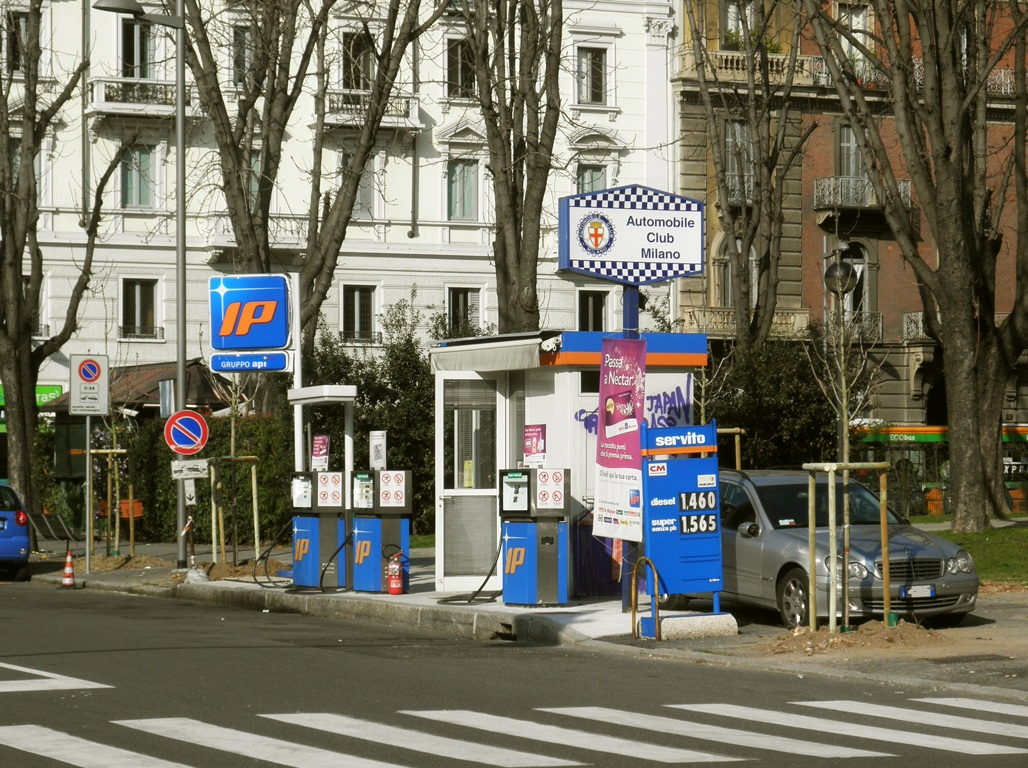
Posto de gasolina IP.
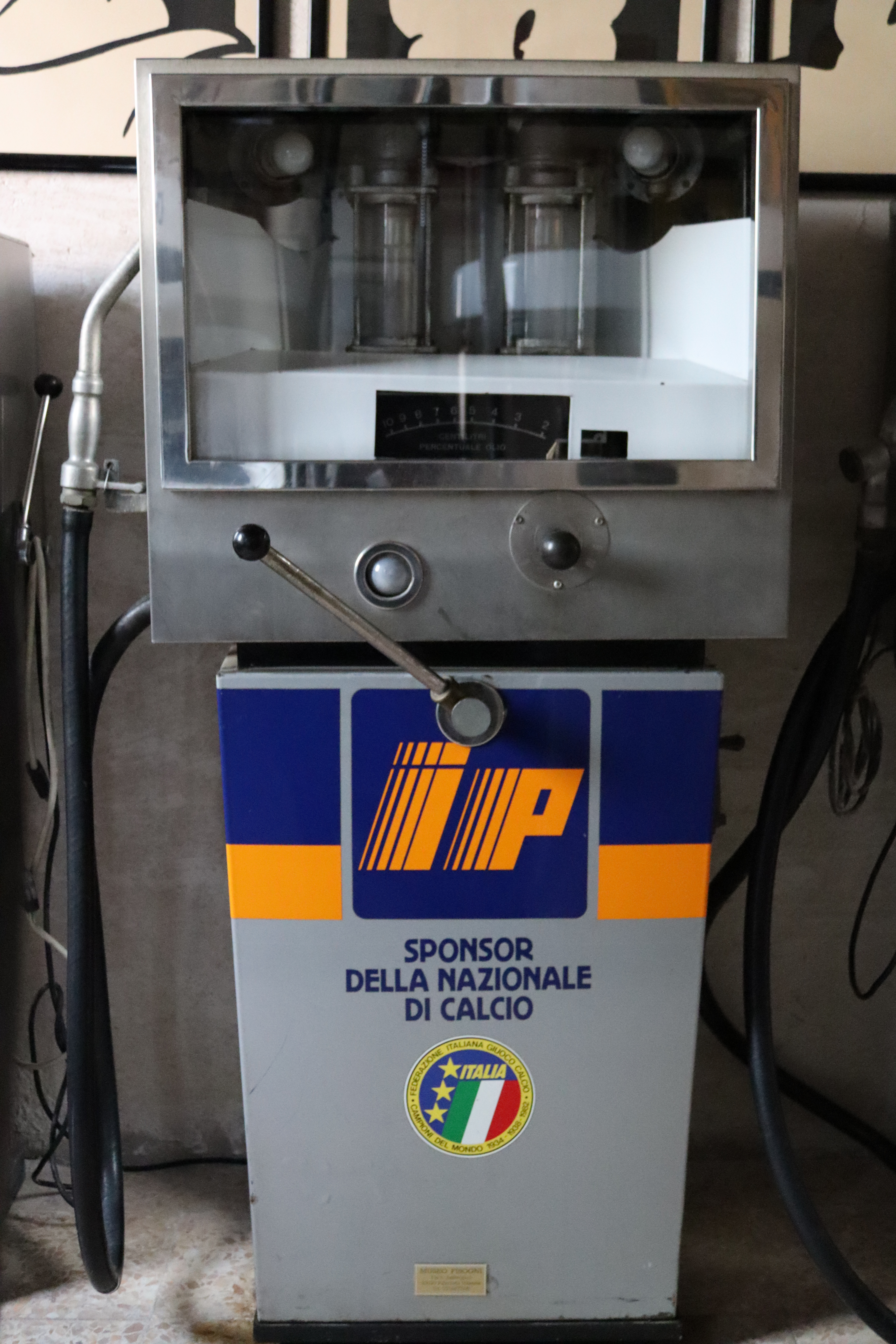
Um distribuidor IP da década de 1980 mostrando o vínculo publicitário com a Seleção Italiana de Futebol.
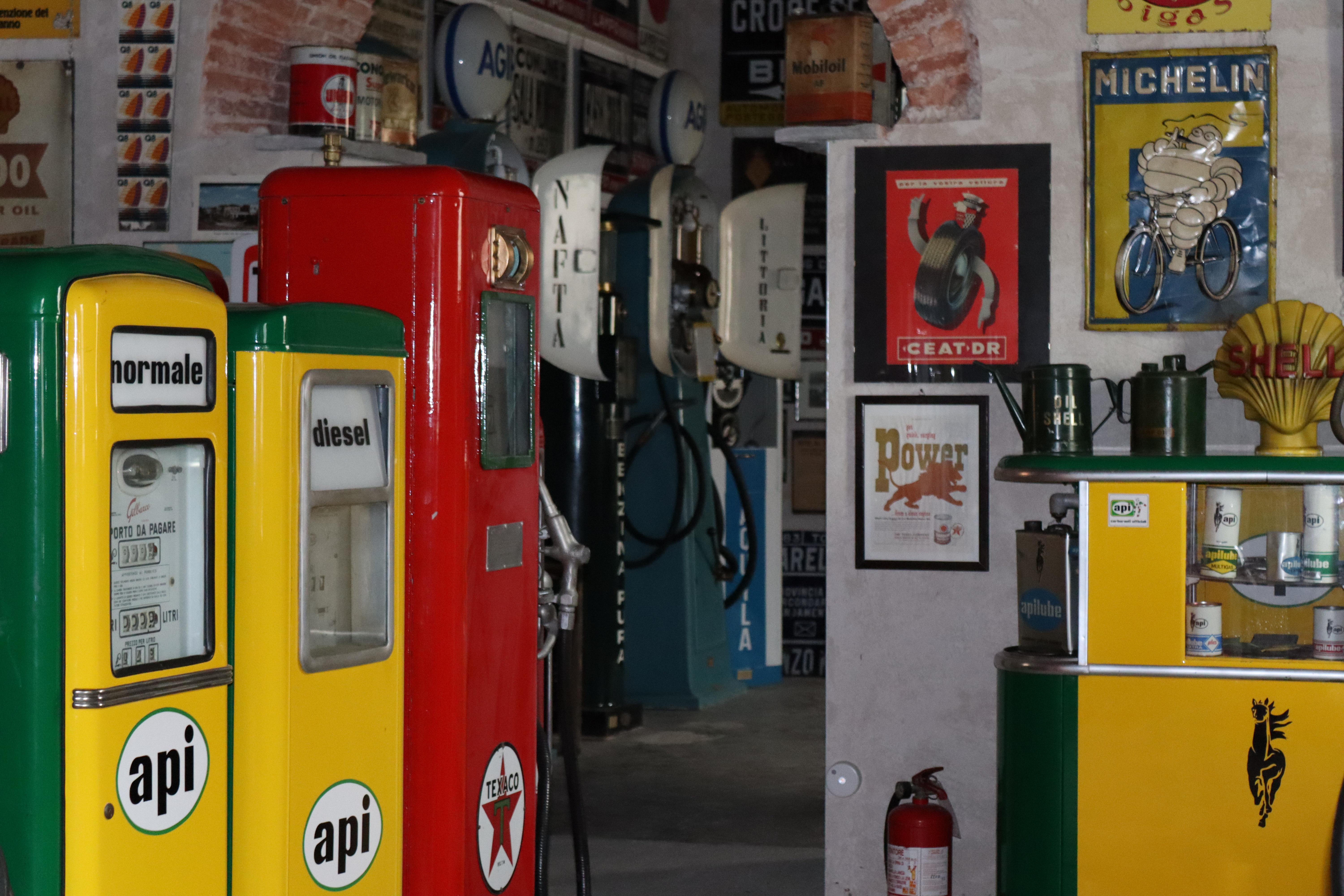
Bomba de combustível API dos anos 50.

### Logotipos

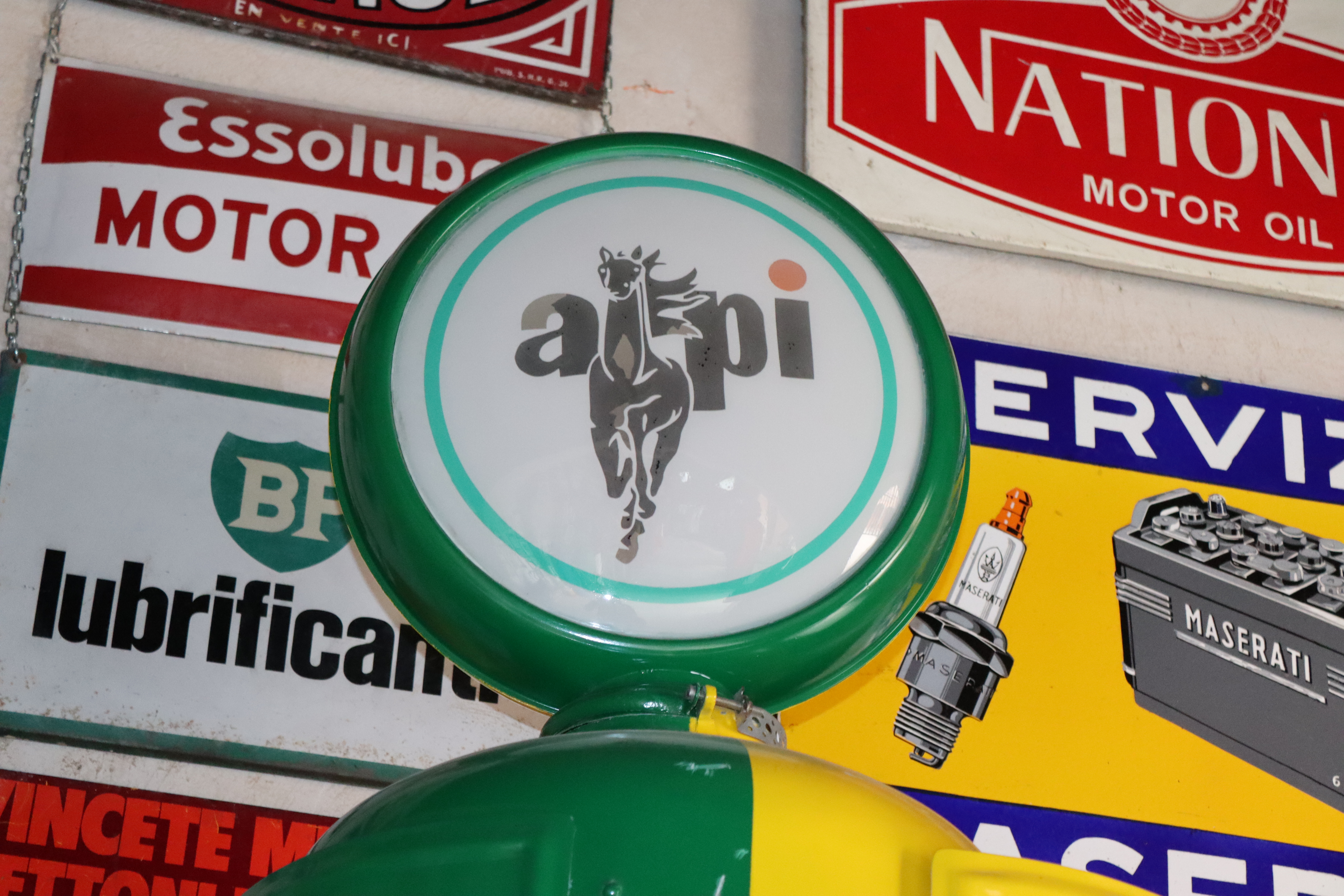
Um "globo" com o logotipo histórico da API em uma antiga bomba de gasolina preservada no Museu Fisogni.
Logotipo histórico API.
Novo logotipo API.
Novo logotipo Gruppo API.
Novo logotipo IP Gruppo API.